# Kim Zmeskal
Kimberley Lynn Zmeskal Burdette, née le 6 février 1976 à Houston (Texas), est une gymnaste artistique américaine. Elle entre à l'International Gymnastics Hall of Fame en 2012.

## Palmarès

### Jeux olympiques
- Barcelone 1992
  -  médaille de bronze au concours par équipes

### Championnats du monde
- Indianapolis 1991
  -  médaille d'or au concours général individuel
  -  médaille d'argent au concours par équipes
  -  médaille de bronze au sol

- Paris 1992
  -  médaille d'or à la poutre
  -  médaille d'or au sol

### Autres
- American Cup 1990 :
  -  1re au concours général

- American Cup 1991 :
  -  2e au concours général

- American Cup 1992 :
  -  1re au concours général